# Mannophryne riveroi
Mannophryne riveroi (Donoso-Barros, 1965) è un anfibio anuro, appartenente alla famiglia degli Aromobatidi.

## Etimologia
L'epiteto specifico è stato dato in onore di Juan Arturo Rivero.

## Distribuzione e habitat
È endemica di Cerro Azul nella penisola di Paria in Venezuela. Si trova tra 400 e 1000 metri di altitudine.